# Calanthemis lerui
Calanthemis lerui es una especie de escarabajo longicornio del género Calanthemis, tribu Clytini, subfamilia Cerambycinae. Fue descrita científicamente por Adlbauer en 2019.

## Descripción
Mide 10,5-11 milímetros de longitud.

## Distribución
Se distribuye por Kenia.